# Neobisium montanum
Espèce
Synonymes
- Neobisium brevipes montanum Beier, 1939

Neobisium montanum est une espèce de pseudoscorpions de la famille des Neobisiidae.

## Distribution
Cette espèce est endémique de Roumanie.

## Systématique et taxinomie
Cette espèce a été décrite sous le protonyme Neobisium brevipes montanum par Beier en 1939. Elle a été élevée au rang d'espèce par Novák en 2014.

## Publication originale
- Beier, 1939 : Pseudoscorpionidea de Roumanie. Bulletin du Musée Royal d'Histoire Naturelle de Belgique, vol. 15, p. 1-21 (texte intégral).